# La Latina
La Latina – stacja metra w Madrycie, na linii 5. Znajduje się w dzielnicy Centro, w Madrycie i zlokalizowana jest pomiędzy stacjami Ópera i Puerta de Toledo. Została otwarta 5 czerwca 1968.